# Spoorlijn Oslo - Stavanger
De spoorlijn Oslo - Stavanger, ook wel Sørlandsbanen genoemd, is een Noorse spoorlijn tussen de hoofdstad Oslo en de stad Stavanger gelegen in de provincie Rogaland.

## Geschiedenis
Het traject werd in fases aangelegd. Het traject van de Sørlandsbanen werd door de Norges Statsbaner (NSB) onder druk van de Duitse bezetting als een doorgaande verbinding op 1 mei 1944 geopend.
Tot 1991 werden tussen Kristiansand en Hirtshals aan de Hirtshalsbanen ook goederenwagens op de veerboot overgezet.

## Treindiensten
Tot december 2019 werd de dienst uitgevoerd door Norges Statsbaner. De treindienst werd onder meer uitgevoerd met treinstellen van het type BM 73.
- RB 50: Oslo S - Kristiansand
- RB 51: Kristiansand - Stavanger

In december 2019 ging een nieuwe concessie in waarbij deze lijn was toegewezen aan Go-Ahead Norge, de Noorse dochter van de Go-Ahead Group.

## Toekomst
Er bestaan concrete plannen om de reistijd tussen Oslo en het zuiden te bekorten. De eerste stap zou de aanleg zijn van Grenlandsbanen, een nieuwe lijn tussen Porsgrunn en Vegårshei. Grenlandsbanen zou pas zinvol zijn als de lijn tussen Porsgrunn en Drammen, Vestfoldbanen dubbelspoor is. In 2025 zal dat het geval zijn. Grenlandsbanen zou de reistijd naar het zuiden bekorten met iets meer dan een uur. 
Een verdergaand plan is de aanleg van Sørvestbanen welke direct langs de kustlijn zou moeten gaan lopen. Dat zou niet alleen tot een verdere verkorting van de reistijd leiden, maar ook tot een aanzienlijke toename van het aantal reizigers kunnen leiden. Alle bevolkingscentra tussen Porsgrun en Kristiansand liggen aan de kust.

## Aansluitingen
In de volgende plaatsen was of is er een aansluiting van de volgende spoorwegmaatschappijen:

### Oslo Sentralstasjon
- Bergensbanen, spoorlijn tussen Bergen en Oslo S
- Drammenbanen, spoorlijn tussen Drammen en Oslo S
- Dovrebanen, spoorlijn tussen Trondheim en Oslo S
- Gjøvikbanen, spoorlijn tussen Gjøvik en Oslo S
- Østfoldbanen, spoorlijn tussen Kornsjø en Oslo S
- Kongsvingerbanen, spoorlijn tussen Magnor en Oslo S
- Hovedbanen, spoorlijn tussen Eidsvoll en Oslo S
- Gardermobanen, spoorlijn tussen Nye Eidsvoll en Oslo S
- Follobanen, spoorlijn tussen Ski en Oslo S

### Drammen
- Bergensbanen, spoorlijn tussen Bergen en Oslo S
- Drammenbanen, spoorlijn tussen Drammen en Oslo S
- Randsfjordbanen, spoorlijn tussen Drammen en Randsfjord
- Vestfoldbanen, spoorlijn tussen Drammen en Skien

### Hokksund
- Randsfjordbanen, spoorlijn tussen Drammen en Randsfjord

### Kongsberg
- Numedalsbanen, spoorlijn tussen Rødberg en Kongsberg

### Nordagutu
- Bratsbergbanen, spoorlijn tussen Notodden kollektivterminal en Eidanger

### Neslandsvatn
- Kragerøbanen, spoorlijn tussen Neslandsvatn en Kragerø

### Nelaug
- Arendalsbanen, spoorlijn tussen Nelaug en Arendal
- Treungenbanen, spoorlijn tussen Treungen en Arendal

### Vennesla
- Setesdalsbanen, smalspoorlijn tussen Kristiansand en Byglandsfjord tegenwoordig smalspoormuseum tussen Røyknes en Grovane

### Kristiansand
- Station van Kristiansand een kopstation
- tot 1991 veerboot voor goederenwagens tussen Kristiansand en Hirtshals aan de Hirtshalsbanen, vanaf 2022 een verbinding met de Eemshaven

### Sira
- Flekkefjordbanen, spoorlijn tussen Egersund en Flekkefjord

### Egersund
- Flekkefjordbanen, spoorlijn tussen Egersund en Flekkefjord
- Jærbanen, spoorlijn tussen Stavanger en Egersund

### Ganddal
- Ålgårdbanen, spoorlijn tussen Ganddal en Ålgård

### Stavanger
- gelegen aan de Åmøyfjorden
- Jærbanen, spoorlijn tussen Stavanger en Egersund

## Elektrische tractie
Het traject werd geëlektrificeerd met een spanning van 15.000 volt 16⅔ Hz wisselstroom.

## Foto's

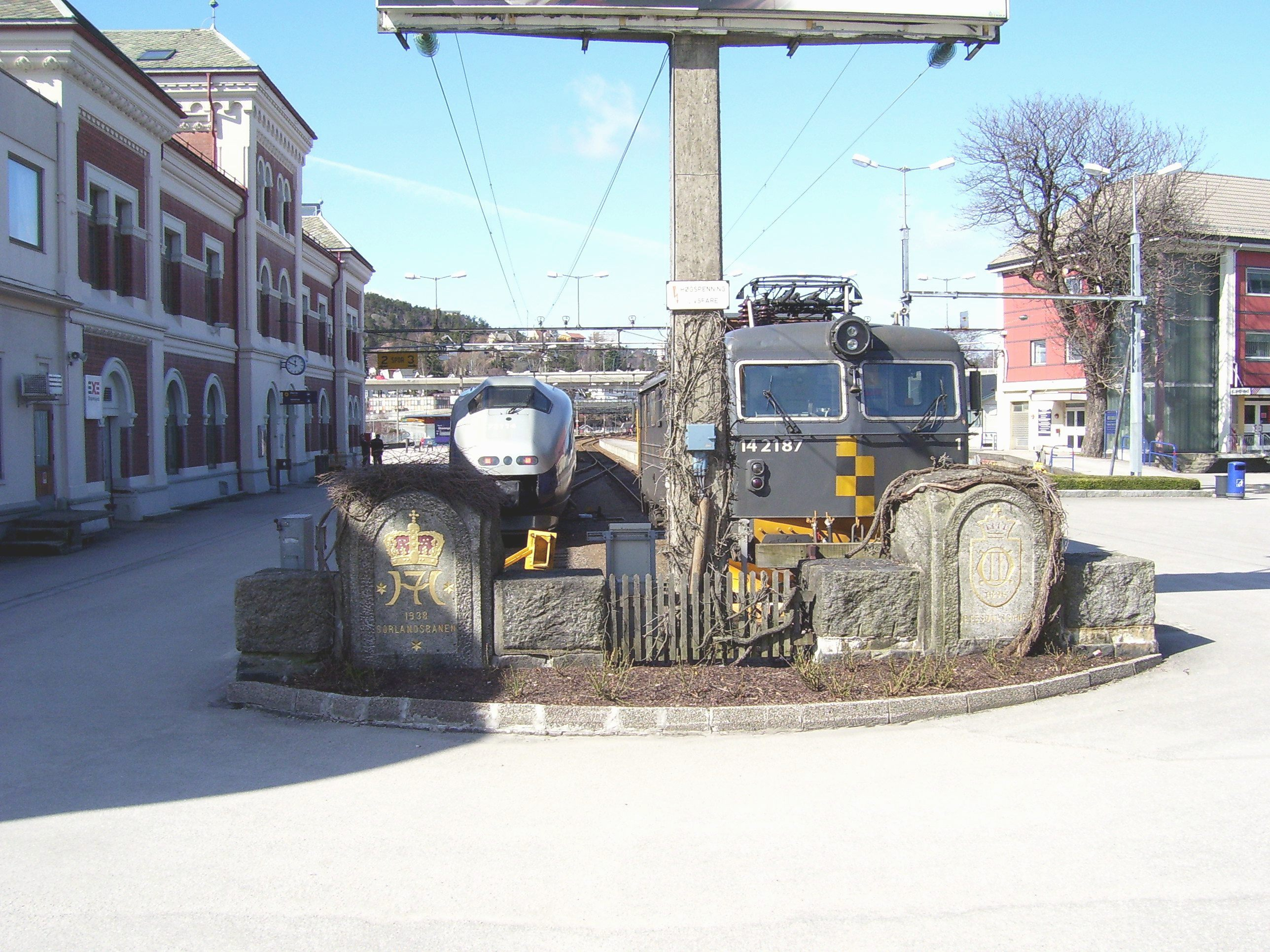
Kristiansandstation